# 사회적 책임
사회적 책임(社會的責任, Social Responsibility)은 국가나 기업이 지켜야 할 (모든 조직체의) 사회적 책임을 말하며, 설명책임성, 투명성, 윤리적행동 등을 비롯하여 4가지 측면의 존중(이해관계자의 이해, 법의 지배, 국제행동규범, 인권)등의 7대 원칙을 표방하고 있다.
사회를 구성하는 모든 조직체, 즉, 정부, 기업, 공공기관, 학교, 병원, 종교단체, 노조, 비영리 단체 등은 각자의 이해관계자들, 즉, 조직구성원, 자본과 원자재 등의 자원공급자, 소비자와 고객 등 수요자, 영향권내의 공동체 구성원 등에 대해 지배구조, 인권, 고용, 공정운영, 소비자이슈, 환경, 공동체 공헌 등의 주제와 관련하여 제반 사회적책임을 부담해야 한다는 것으로, 국제 표준화 기구가 2010년 11월 1일 글로벌 스텐다드로 공표한 국제규범이다.

## 같이 보기
- 기업의 사회적 책임
- 사회적 기업